# メスアンネパダ
メスアンネパダ（Mesannepada）は、古代メソポタミア、シュメール初期王朝時代のウル第1王朝の王であり、創設者であるといわれる。

## 来歴
ウル王メスカラムドゥグの子として生まれ、兄弟のア・カラムドゥの跡を継いで王となった。シュメール王名表によれば80年間在位した。ウル市の洪水で堆積した層の中から彼の名前を刻んだ円筒印章（印影）が発見されており、彼と彼の妻の名を刻んだラピスラズリのビーズも発見されている。
これらから彼の妻がニントゥルと言う名であったことが知られており、ウルク第1王朝の王ギルガメシュと同時代人であったと考えられている。また、シュメール王名表では遥か後代の王朝となっているマリ王朝も、メスアンネパダと同時代であったとする説もある。
メスアンネパダにはア・アンネパダという息子がいたことが考古学的には確認されている。ア・アンネパダは王位を継いだが、シュメール王名表には記載されていない。これはメスアンネパダとア・アンネパダの名前が似ていたために混同され王名表から名前が漏れたと考えられ、メスアンネパダの在位年数80年は実際にはア・アンネパダの在位年数を含んでいると推定されている。
メスアンネパダはキシュ王（キシュ王についての詳細はキシュの項目を参照）を名乗り、覇権的性格を持った王であったと考えられているが、彼の後継者達はこの称号を継承することはなかった。